# 十二御前

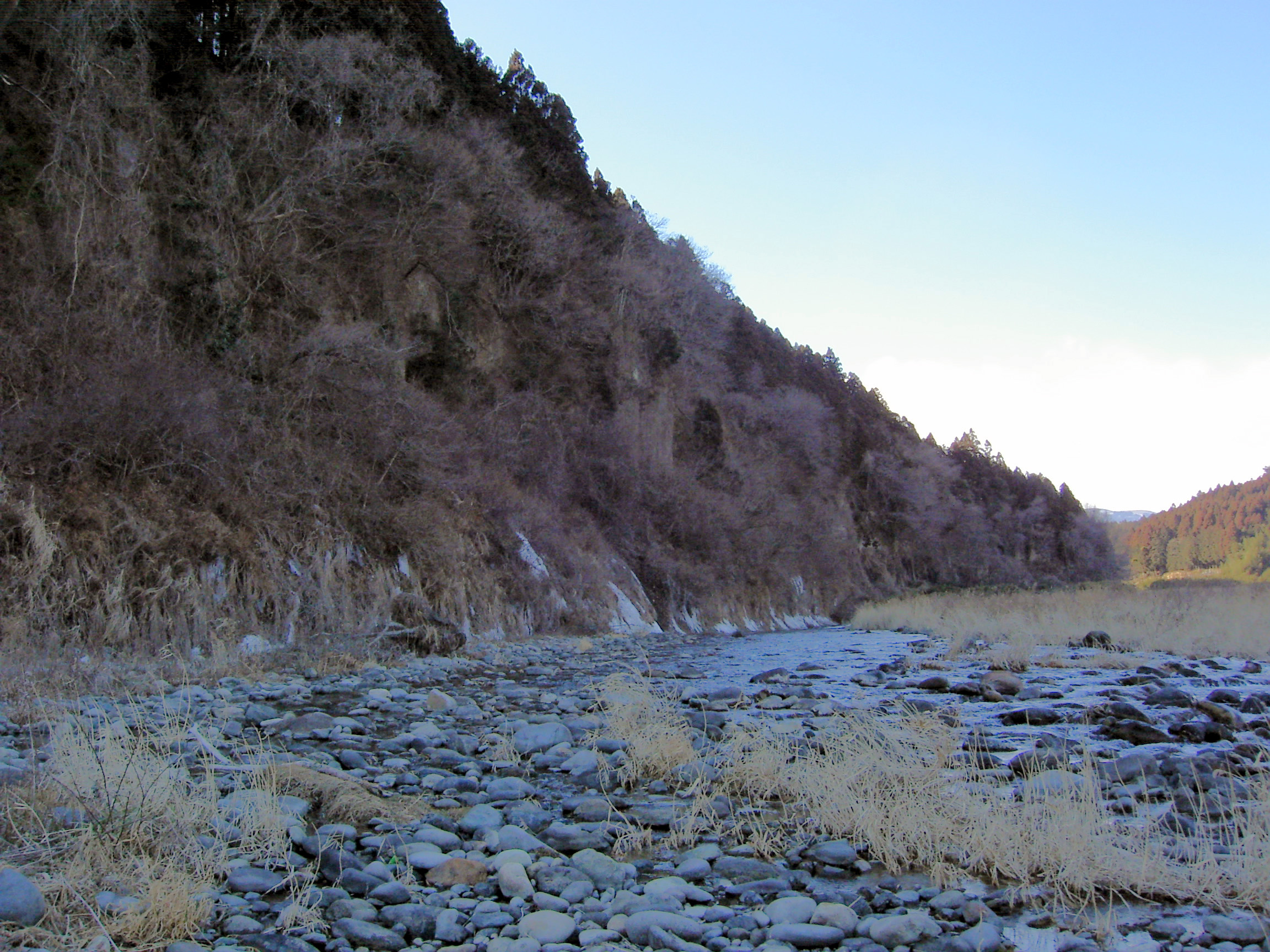
箒川の河原より十二御前を見上げる。菊の前を始めとする12人の戦国の女たちは、この上より飛び降り自害した。

十二御前（じゅうにごぜん）は、栃木県矢板市大字山田にある小字名。菊の前を始めとする12人の女たちが自害した戦国時代の悲劇的な史跡。

## 概要
当地は南北に細長い小さな山であり、昔は「花見どや」と呼ばれ、山田を支配する山田城の城主や家来たちが、春に花見、秋には紅葉狩りや宴を催した景色が良い場所であった。
しかし、天正13年（1585年）3月25日に薄葉ヶ原の戦いが勃発すると、山田城は落城、山田一族は滅亡し、時の城主山田辰業の正室であった菊の前と11人の侍女たちは、この山までやってきて、太鼓岩と呼ばれる崖の上から、下を流れる箒川目掛けて、投身して自害し、その後、この場所は十二御前と呼ばれるようになった。

## 十二御前の現在
十二御前は、現在杉山となっており、見晴らしもあまりよくなく往時をしのぶことはできない。また、かつては、近くの集落の人々が山を手入れし、菊の前や侍女たちの御霊を供養していたが、現在は、その集落自体が消滅し、それも行われてはいない。ただ、小字名として十二御前の名が残るのみである。